# Discografia de Paris Hilton
A discografia de Paris Hilton, uma empresária americana, socialite e cantora, consiste em um álbum de estúdio, seis singles e dez videoclipes. Hilton fundou a Heiress Records, uma sub-gravadora da Warner Bros. Records, e lançou seu álbum de estreia Paris sob o selo em 22 de agosto de 2006. Atingiu o número seis na Billboard 200 dos EUA, vendendo 77.000 cópias em sua primeira semana de lançamento. Nos EUA, o álbum vendeu 200.000 cópias até hoje, também atingiu o pico entre os vinte primeiros nas paradas de álbuns no Reino Unido, Nova Zelândia, Alemanha, Áustria, Finlândia, Dinamarca, Suécia, Suíça e Canadá, onde alcançou o número quatro. Paris teve quatro singles: "Stars Are Blind", "Turn It Up", "Nothing in This World" e "Screwed". O primeiro teve um enorme sucesso após seu lançamento, alcançando a primeira posição da tabela de singles de música dance. O segundo não teve tanto sucesso como o primeiro, mas também se posicionou no primeiro lugar na tabela de música dance. O terceiro teve um desempenho grafico muito fraco nas tabelas musicais. O quarto, lançado somente em território asiático, não conseguiu entrar em nenhuma tabela musical, se tornando no single de cantora com o desempenho gráfico mais fraco.
Em julho de 2007, Hilton confirmou estar trabalhando em um segundo álbum de estúdio com o produtor musical Scott Storch.

## Álbuns de estúdio
| Detalhes do álbum                                                                                           | Melhores posições nas tabelas | Melhores posições nas tabelas | Melhores posições nas tabelas | Melhores posições nas tabelas | Melhores posições nas tabelas | Melhores posições nas tabelas | Melhores posições nas tabelas | Melhores posições nas tabelas | Melhores posições nas tabelas | Certificações (limiares de vendas) |
| Detalhes do álbum                                                                                           | EUA                           | UK                            | AUS                           | CAN                           | NZL                           | FIN                           | SUI                           | HOL                           | ALE                           | Certificações (limiares de vendas) |
| --- | ----------------------------- | ----------------------------- | ----------------------------- | ----------------------------- | ----------------------------- | ----------------------------- | ----------------------------- | ----------------------------- | ----------------------------- | ---------------------------------- |
| Paris - Lançamento: 22 de agosto de 2006 - Gravadora: Warner Bros. Records - Formatos: CD, download digital | 6                             | 29                            | 24                            | 4                             | 16                            | 17                            | 7                             | 28                            | 18                            | - : Ouro                           |

## Singles
| Ano                                                                                          | Canção                                           | Posições nas tabelas musicais | Posições nas tabelas musicais | Posições nas tabelas musicais | Posições nas tabelas musicais | Posições nas tabelas musicais | Posições nas tabelas musicais | Posições nas tabelas musicais | Posições nas tabelas musicais | Posições nas tabelas musicais | Posições nas tabelas musicais | Certificações (limiares de vendas) | Álbum |
| Ano                                                                                          | Canção                                           | EUA                           | EUA Pop                       | EUA Dance                     | UK                            | AUS                           | CAN                           | IRL                           | NZL                           | ALE                           | FRA                           | Certificações (limiares de vendas) | Álbum |
| -------------------------------------------------------------------------------------------- | ------------------------------------------------ | ----------------------------- | ----------------------------- | ----------------------------- | ----------------------------- | ----------------------------- | ----------------------------- | ----------------------------- | ----------------------------- | ----------------------------- | ----------------------------- | ---------------------------------- | ----- |
| 2006                                                                                         | "Stars Are Blind"                                | 18                            | 14                            | 1                             | 5                             | 7                             | 3                             | 4                             | 12                            | 7                             | 34                            | - : Ouro - : Ouro                  | Paris |
| 2006                                                                                         | "Turn It Up"                                     | —                             | —                             | 1                             | —                             | —                             | —                             | —                             | —                             | —                             | —                             |                                    | Paris |
| 2006                                                                                         | "Nothing in This World"                          | —                             | 89                            | 12                            | 55                            | 32                            | 32                            | —                             | 38                            | 34                            | —                             |                                    | Paris |
| 2013                                                                                         | "Good Time" (com participação de Lil Wayne)      | —                             | —                             | 18                            | —                             | —                             | —                             | —                             | —                             | —                             | —                             | TBA                                |       |
| 2014                                                                                         | "Come Alive"                                     | —                             | —                             | —                             | —                             | —                             | —                             | —                             | —                             | —                             | —                             | TBA                                |       |
| 2015                                                                                         | "High Off My Love" (com participação de Birdman) | —                             | —                             | 3                             | —                             | —                             | —                             | —                             | —                             | —                             | —                             | TBA                                |       |
| 2018                                                                                         | "I Need You"                                     | —                             | —                             | 32                            | —                             | —                             | —                             | —                             | —                             | —                             | —                             | TBA                                |       |
| "—" denota um single que não entrou nas tabelas ou não foi lançado no respectivo território. |                                                  |                               |                               |                               |                               |                               |                               |                               |                               |                               |                               |                                    |       |

### Singles promocionais
| Título                                                     | Ano  | Álbum                                                       |
| ---------------------------------------------------------- | ---- | ----------------------------------------------------------- |
| "Screwed"                                                  | 2006 | Paris                                                       |
| "Paris for President"                                      | 2008 | —                                                           |
| "My BFF"                                                   | 2008 | My New BFF                                                  |
| "Mark It Up" (com Bill Moseley e Nivek Ogre)               | 2008 | Repo! The Genetic Opera: Original Motion Picture Soundtrack |
| "Zydrate Anatomy" (com Terrance Zdunich e Alexa Vega)      | 2008 | Repo! The Genetic Opera: Original Motion Picture Soundtrack |
| "Drunk Text" (com participação de Manufactured Superstars) | 2011 | —                                                           |
| "Summer Reign"                                             | 2017 | —                                                           |

## Videografia

### Vídeos musicais
| Título                                                     | Ano  | Diretor(es)      | Ref.   |
| ---------------------------------------------------------- | ---- | ---------------- | ------ |
| "Stars Are Blind"                                          | 2006 | Chris Applebaum  | [ 23 ] |
| "Nothing in This World"                                    | 2006 | Scott Speer      | [ 24 ] |
| "Jealousy"                                                 | 2006 | Desconhecido     | [ 25 ] |
| "Paris for President"                                      | 2008 | Chris Applebaum  | [ 26 ] |
| "Drunk Text" (com participação de Manufactured Superstars) | 2012 | Jonathan Lia     | [ 27 ] |
| "Good Time" (com participação de Lil Wayne)                | 2013 | Hannah Lux Davis | [ 28 ] |
| "Never Be Alone"                                           | 2014 | Solmaz Saberi    | [ 29 ] |
| "Come Alive"                                               | 2014 | Hannah Lux Davis | [ 30 ] |
| "High Off My Love" (com participação de Birdman)           | 2015 | Hannah Lux Davis | [ 31 ] |
| "I Need You"                                               | 2018 | Chris Zylka      |        |

### Participação especial
| Título                   | Ano  | Artista(s)                                                   | Diretor(es)          | Ref.   |
| ------------------------ | ---- | ------------------------------------------------------------ | -------------------- | ------ |
| "SuperMartXé VIP"        | 2010 | Juanjo Martin & Albert Neve com participação de Nalaya Brown | Nano Barea           | [ 32 ] |
| "Senza Pagare"           | 2017 | Fedez                                                        | Desconhecido         |        |
| "Sorry Not Sorry"        | 2017 | Demi Lovato                                                  | Hannah Lux Davis     | [ 33 ] |
| "I Don't Want It at All" | 2017 | Kim Petras                                                   | Charlotte Rutherford |        |